# Episodi de Gli orologi del diavolo
La miniserie televisiva Gli orologi del diavolo, formata da 8 episodi, è trasmessa in prima visione assoluta da Rai 1 dal 9 al 17 novembre 2020.
| nº | Titolo     | Prima TV         |
| -- | ---------- | ---------------- |
| 1  | Episodio 1 | 9 novembre 2020  |
| 2  | Episodio 2 | 9 novembre 2020  |
| 3  | Episodio 3 | 10 novembre 2020 |
| 4  | Episodio 4 | 10 novembre 2020 |
| 5  | Episodio 5 | 16 novembre 2020 |
| 6  | Episodio 6 | 16 novembre 2020 |
| 7  | Episodio 7 | 17 novembre 2020 |
| 8  | Episodio 8 | 17 novembre 2020 |

## Episodio 1
Settembre 2006. Marco Merani è un meccanico specializzato nella costruzione di piccole imbarcazioni, in particolar modo gommoni, per cui possiede un cantiere a Bocca di Magra. Vive nella cittadina dello spezzino con la moglie Flavia e la figlia Joy; suo padre Antonio e suo fratello Jacopo hanno invece un ristorante.
Maggio 2007. A Roma in un bar viene ucciso a colpi di pistola il signor Polverone, cliente di Marco per il quale aveva modificato il gommone per fare delle immersioni. Il meccanico, spaventato, chiede aiuto a Mario Graziano, un suo amico poliziotto. Il lavoro di Merani non passa inosservato e viene avvicinato da Vincenzo Merolla, un camorrista legato ai Vizcaino, dei narcotrafficanti spagnoli, a cui servono dei gommoni in cui stipare la merce e veloci al punto di poter seminare le forze dell'ordine; il napoletano gli dà subito un anticipo di 50 000 euro per le modifiche da fare al gommone. Insospettito dalle richieste e capito il legame tra i clan e la morte di Polverone, Marco chiede aiuto a Mario sul comportamento da seguire; in verità lo stesso nucleo dello SCO di Genova sta seguendo la banda da molto tempo senza successo, dunque gli viene proposto di collaborare con la giustizia per aiutarli a catturare il boss. Merani si ritrova suo malgrado ad agire sotto copertura e a condurre una doppia vita: è costretto a mentire alla sua famiglia e agli operai ed entra in qualcosa più grande di lui. Atterrato a Malaga, Aurelio Vizcaino, lo spietato capo dell'omonimo clan, lo porta a Barbate (Cadice) e lo mette subito alla prova.

## Episodio 2
Tornato in Italia Marco si rifiuta di proseguire con l'operazione ma Mario, l'ispettore Vexina e la spagnola Rosa Villa lo esortano a continuare. Intanto Flavia non crede alle bugie di Marco, anche perché trova l'orologio che gli ha regalato Aurelio, e pensa che abbia un'altra. A sorpresa dalla Spagna arriva Aurelio con il cognato che vengono ospitati a casa dei Merani anche se Marco non è per niente contento. Il boss pressa il meccanico e gli chiede di uccidere un informatore della polizia e così lui con uno stratagemma si fa arrestare a un posto di blocco per poi essere rilasciato. Per non aver parlato e per aver fatto passare per sua la pistola del cognato di Aurelio viene premiato da Merolla con un altro orologio; ora il problema è che a indagare su di lui si è messo il maresciallo dei Carabinieri Capurro, ignaro dell'operazione sotto copertura. Una sera Merani viene prelevato dagli uomini di Aurelio perché non si fidano di lui avendo trovato un telefonino sospetto sul gommone.
- Ascolti TV: 5 183 000 telespettatori - 21,00% share[1]

## Episodio 3
Marco arriva in Venezuela via Malaga e quindi conosce i fratelli di Aurelio i quali come regalo vogliono fargli passare una notte con una prostituta di nome Orchidea: il meccanico si rifiuta di fare sesso con lei e la fa dormire a fianco a lui; la mattina seguente, lei trova il registratore nascosto nella sua cintura e lo minaccia di raccontare tutto al boss se non la porterà con sé, ma la ragazza verrà stuprata e uccisa da un sodale di Aurelio. Merani deve fare dei test in mare con i gommoni per i narcotrafficanti e diventa un riferimento per Aurelio, il quale inizia a considerarlo come un fratello. Al suo ritorno in Italia viene rimproverato dall'ispettore Vexina per aver registrato così poco e anche da famiglia e colleghi perché non sanno più cosa pensare di lui per le voci che girano e perché non si è più fatto sentire. Marco è frustrato e fa anche un incidente con la Porsche che gli ha fatto avere Aurelio. Una notte si trova in mare francese con Pablo, un uomo di Aurelio, a bordo di un gommone da consegnare quando vengono arrestati dalla polizia; il meccanico aveva cercato di avvisare Vexina della partenza ma l'ispettore aveva stranamente eliminato i suoi sms mentre cenava seduto davanti al collega Mario.

## Episodio 4
Marco e Pablo, che già era ricercato in Francia per riciclaggio, sono in carcere a Marsiglia con l'accusa di traffico internazionale di stupefacenti. Il meccanico tenta di mettersi in contatto con la polizia italiana, inutilmente. Quindi nessuno sa niente di lui fino a quando viene condannato a 11 mesi di carcere, mentre in Italia Vexina viene rimosso dall'incarico per averlo mandato allo sbaraglio e per aver contraffatto i tabulati che attestavano la sua richiesta di aiuto in mare. Marco riceve poi la visita di Mario e della dottoressa Leone che gli fanno capire che l'unica possibilità per uscire prima è quella di pentirsi per entrare poi in un programma di protezione con la sua famiglia che a Bocca di Magra ha appreso con sgomento la notizia della sua condanna, essendo ancora ignara dell'operazione sotto copertura; Flavia va a Marsiglia a far visita a Marco comunicandogli che vuole lasciarlo. Nonostante la disperazione e lo sconforto capisce che se si scoprisse che è un infiltrato lui e la sua famiglia sarebbero finiti e quindi accetta la condanna in silenzio. Intanto Pablo, dopo essersi scontrato più volte con Marco, medita vendetta contro Aurelio che non ha fatto niente per tirarli fuori dal carcere anche perché ha scoperto che il ragazzo ha messo incinta sua sorella Marisol. Marco entra nelle grazie del boss francese Didier fabbricando un caricabatterie potendo poi in cambio fare una telefonata alla figlia; diventa così amico di tutti i detenuti guadagnando tanti soldi insieme a Pablo in cambio dei caricatori. Scontata la condanna Merani torna in libertà.
- Ascolti TV: 4 799 000 telespettatori - 20,20% share[2]

## Episodio 5
Marco torna a Bocca di Magra ricevendo i complimenti da Aurelio per essersi comportato bene in carcere e anche se cerca di ribellarsi si vede costretto a ubbidire. Intanto in un bar incrocia il padre che decide di non volergli più parlare mentre Flavia gli consegna tutti i soldi che le aveva donato Aurelio quando lui era in galera. Vogliono avere contatti con lui solo la figlia, il suo amico e dipendente Dimitri e il fratello con il quale trascorre la sera di Natale. Mario insiste con lui affinché continui con l'operazione. Joy scopre che il nonno ha un tumore ai polmoni e Marco, arrabbiato per non essere stato informato, prima affronta duramente Jacopo poi, dopo un altro scontro, riesce a riappacificarsi con il padre. Sull'orlo della depressione inizia poi a frequentarsi con Alessia, una vecchia conoscente che non lo giudica. Tra i due nasce subito qualcosa e Marco, non volendo più mentire e rovinare anche questo legame, le racconta la verità sull'operazione. Merani è furioso con gli agenti della SCO perché una sera dopo un controllo della polizia risulta non avere la fedina penale pulita così come invece gli avevano fatto credere. Poiché non vuole continuare a fare i gommoni per Aurelio, Merolla lo prende di mira e lo marchia sul collo. Quando Pablo esce dal carcere ad attenderlo c’è Marco che vuole convincerlo a incastrare Aurelio ma i due vengono sequestrati dagli uomini del boss.

## Episodio 6
Portati a Cadice, Marco e Pablo vengono divisi dopo che quest’ultimo ha potuto salutare Marisol, sorella di Aurelio, e il loro figlioletto. Pablo viene portato via da Nerone, il sadico cognato di Aurelio, e presumibilmente ucciso. Il boss sembra però fidarsi ancora di Marco e gli presenta sua moglie e suo figlio facendogli capire che vuole cambiare vita. Tornato a casa, Marco vuole prendere le distanze da Alessia e dall'operazione: Mario salva la donna dal compagno violento e lei prende coraggio denunciandolo per poi tornare da Marco e andare a vivere con lui. Il meccanico deve preparare velocemente un'altra imbarcazione per un grosso carico da trasportare in oceano e ha il fiato sul collo di Aurelio. Marco prima di partire dice finalmente la verità ai suoi due operai e al fratello. Quest'ultimo, pieno di rancore verso Marco che considera responsabile indiretto dell'incidente nel quale rimase zoppo e fu costretto a rinunciare a una carriera da nuotatore, prima lo rimprovera per aver taciuto così a lungo e poi gli promette che non dirà niente al padre, che dovrà assistere durante l'operazione in ospedale.
- Ascolti TV: 4 784 000 - 19,50% share[3]

## Episodio 7
Marco è arrivato a Punta de Tarifa all'estremo sud della Spagna. Flavia, alla ricerca di Marco, incontra Alessia e viene invitata in casa per un caffè ma quando vede una foto della nuova coppia felice se ne va. Nel frattempo l'operazione ad Antonio pare essere andata male ma Marco non può tornare in Italia proprio ora e continua il viaggio con l'imbarcazione seguendo le istruzioni telefoniche di Aurelio. A quel punto interviene la polizia che su una nave arresta i narcotrafficanti e sequestra il maxi carico da 4 tonnellate di cocaina; Mario vuole festeggiare con Marco ma in realtà Aurelio non è stato arrestato perché è riuscito a mimetizzarsi tra gli agenti con il volto coperto. La famiglia del meccanico viene finalmente informata dell'operazione e al suo ritorno lo tratta diversamente. Non essendo stato arrestato Aurelio, Marco dovrebbe essere messo nel programma protezione per testimoni con una nuova identità ma lui rifiuta e torna a Barbate per convincere Aurelio a fare un altro lavoro, in realtà per consegnarlo ai poliziotti. Lo spagnolo non si fida e infatti all'appuntamento alle paludi manda un sosia che viene arrestato al posto suo. Marco, Alessia e i figli di lei si devono trasferire a Lecce sotto nuove identità dove vengono affidati all'agente di collegamento Franco Vari ma l'ambientamento non sembra facile. Quando muore il padre con un'autorizzazione del Questore gli viene concesso di andare al funerale ma arriva a cerimonia terminata e incontra solo Rosa Villa che gli rivela che a portare avanti gli affari al posto di Aurelio, che si è dileguato, sono i fratelli Damian e Rafael. Tornato a Lecce, ha una debolezza e chiama la figlia in Liguria ma Aurelio intercetta la chiamata e allerta Nerone.

## Episodio 8
Il cognato di Aurelio, arrivato nell'appartamento della città salentina, non trova nessuno dato che la famiglia si è dovuta trasferire poiché una delle bambine di Alessia ha straparlato con una compagna di classe. Arrivati ora in Basilicata dopo aver viaggiato per Abruzzo e Molise costantemente in fuga, Lorenzo, altro figlio della donna, trova il telefono di Marco e fa l'ultima chiamata alla quale risponde quindi Joy: Nerone li intercetta di nuovo e li raggiunge. Alessia viene costretta dal compagno a partire insieme ai figli per sicurezza. Poco dopo all'hotel lucano arriva il killer che aggredisce Marco e sta per ucciderlo, però viene fermato da Rocco, il nuovo agente di collegamento che si occupa di Marco. Portato in un bene confiscato in Toscana tramite Mario, dopo aver vissuto un po’ di tempo in totale solitudine rischiando di impazzire, viene raggiunto dalla compagna portata lì dall'amico poliziotto che lo convince a tornare a casa. All'incontro con la dottoressa Leone allo SCO Marco dice di voler uscire dal programma di protezione chiedendo anche il risarcimento che gli spetta soprattutto dopo aver scoperto che la Guardia di Finanza ha messo i sigilli al suo cantiere. Testimonia poi al processo di Madrid riconoscendo Nerone e i fratelli di Aurelio. Al ritorno a casa però con una scusa viene attirato al cantiere dove ad aspettarlo c’è Aurelio che lo colpisce per poi buttarlo legato in mare aperto. Sulla stessa barca però si è nascosto Jacopo che colpisce il boss e, con uno sforzo immane, si getta in mare salvando la vita al fratello. 
Il meccanico torna così alla sua vita di sempre tra il lavoro e la relazione con Alessia, riallacciando un ottimo rapporto con suo fratello Jacopo e ricevendo le congratulazioni anche dal maresciallo Capurro, mentre Aurelio è in carcere e riesce comunque a fargli avere l'ennesimo orologio.
- Ascolti TV: 5 069 000 - 20,80% share[4]